# Russule xérampéline
Russula xerampelina
Espèce
Russula xerempelina, de son nom vernaculaire la russule xérampéline, encore appelée russule feuille-morte, est un champignon du genre Russula dans la famille des Russulaceae.

## Description
Elle possède un chapeau convexe, ensuite étalé et à dépression centrale (4 à 15 cm de diamètre) de couleur rouge vineux avec une marge carminée et un centre pourpré noirâtre, dont la cuticule mate peut prendre un aspect  brillant par temps pluvieux et avec l’âge laisser apparaître  des zones ochracées. Les lames arrondies sur le pied, presque libres  sont de couleur crème avec des reflets pourprés sur leur arrête. Le pied, de 8 à 12 cm de haut, a un diamètre de 1 à 1,5
cm, est blanc à reflets rougeâtres. Sa saveur légère rappelant l’écrevisse cuite lorsqu’elle vient d’être cueillie, devient nettement plus marquée au séchage. Elle pousse de l'été à l’automne en forêt, sous résineux (souvent associées aux épicéas ou aux pins).

## Comestibilité
La saveur  plus ou moins prononcée d’écrevisse peu fraîche (parfois de hareng) de ce champignon rend celui-ci très peu attrayant pour la consommation même si ces inconvénients disparaissent à la cuisson.

## Confusions possibles
On peut confondre la russule xérampéline avec la  (Russula badia) et la russule à pied rouge (Russula rhodopoda).